# Soame Jenyns
Soame Jenyns (1 de enero de 1704-18 de diciembre de 1787) fue un escritor y diputado inglés. Fue uno de los primeros defensores de la consideración ética de los animales.

## Vida y obra
Era el hijo mayor de Sir Roger Jenyns y su segunda esposa Elizabeth Soame, hija de Sir Peter Soame. Nació en Londres y se educó en el St John's College, Cambridge. En 1742, fue elegido parlamentario por Cambridgeshire, donde se encontraba su propiedad, Bottisham Hall, que heredó de su padre en 1740, y posteriormente fue diputado por el municipio de Dunwich (localidad de Suffolk) y de la ciudad de Cambridge. De 1755 a 1780 fue uno de los comisionados de la Junta de Comercio. Fue elegido Bailiff de la Bedford Level Corporation para los períodos 1748-1769 y 1771-1787.
La reputación literaria de la que gozó Jenyns durante su vida se debió sobre todo a su riqueza y posición social, que le facilitaron la protección de Alexander Pope, el principal literato de la época, aunque su talento era considerable. Sus obras poéticas, el Arte de bailar (1727) y Misceláneas (1770), contienen muchos pasajes graciosos y animados, aunque en ocasiones rozan la licencia.
La primera de sus obras en prosa fue su Libre indagación sobre la naturaleza y el origen del mal (1756). Este ensayo, aunque muy celebrado por Alexander Pope, recibió duras críticas, especialmente por parte Samuel Johnson en el Literary Magazine. Johnson condenó el libro como un intento ligero y superficial de resolver uno de los problemas morales más difíciles, el mal, y atacó duramente las concepciones superficiales que Jenyns tenía de la pobreza:

El autor [Jenyns] y Pope tal vez nunca han visto las miserias que imaginan son tan fáciles de soportar. Los pobres, en efecto, son insensibles a muchas de las pequeñas molestias que a veces amargan las posesiones y contaminan los goces de los ricos. No les duele la incivilidad casual, ni se mortifican por la mutilación de un cumplido; pero esta felicidad es como la de un malhechor que deja de sentir las cuerdas que le atan cuando las tenazas le desgarran la carne.
Extracto de la mordaz reseña escrita por Johnson sobre A Free Enquiry into the Nature and Origin of Evil ("Una investigación libre sobre la naturaleza y el origen del mal"), de Soame Jenyns.

Jenyns, un hombre amable y afable en general, se sintió extremadamente irritado con esta reseña. Publicó una segunda edición de su obra, precedida de una vindicación, y trató de vengarse de Johnson tras la muerte de éste con un epitafio sarcástico:

Aquí yace el pobre Johnson. Lector, ten cuidado,
Pisa con cuidado, no sea que despiertes a un oso dormido;
Religioso, moral, generoso y humano
Era autosuficiente, grosero y vanidoso;
Mal educado y pendenciero,
Un erudito y un cristiano, pero un bruto.

En 1776 Jenyns publicó su Visión de la evidencia interna de la religión cristiana. Aunque en un período de su vida había mostrado una especie de escepticismo deísta, ahora había vuelto a la ortodoxia, y no parece haber razón para dudar de su sinceridad, cuestionada en aquel momento, al defender el cristianismo sobre la base de su total acuerdo con los principios de la razón humana. La obra fue elogiada por sus méritos literarios.
Jenyns publicó "Disquisiciones sobre varios temas" en 1782. En la Disquisición II, Jenyns argumentó, utilizando la gran cadena del ser, que los animales deberían ser vistos de la misma manera que los humanos querrían ser vistos por Dios. También afirmó que: "Somos incapaces de dar la vida y, por tanto, no debemos quitársela sin más al insecto más insignificante, sin razón suficiente; todos ellos la reciben de la misma mano benévola que nosotros y, por tanto, tienen igual derecho a disfrutarla."

## Matrimonios

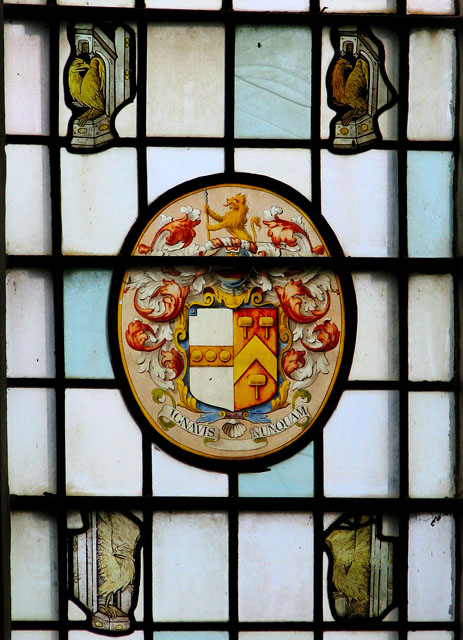
Armas de Soame Jenyns, St Andrew's Church, West Dereham, Norfolk. Jenyns (Argent, on a fess gules three bezants) empalando a Soame (Gules, a chevron between three mallets or), por su primera esposa Mary Soame

Contrajo matrimonio dos veces, pero no dejó descendencia:
- Primero a Mary Soame, hija única del coronel Edmund Soame (m. 1706) de Dereham, Norfolk, miembro del Parlamento por Thetford en Norfolk de 1701 a 1705, que luchó por el rey Guillermo III. Su estatua de alabastro de tamaño natural[10] sobrevive en la iglesia de West Dereham.
- En segundo lugar se casó con Elizabeth Grey, hija de Henry Grey de Hackney, Middlesex.

## Muerte
Jenyns murió en Londres de fiebre, el 18 de diciembre de 1787 y fue enterrado en la iglesia de la Santísima Trinidad, Bottisham. Al morir sin descendencia, su heredero fue su primo George Leonard Jenyns.

## Obras
En 1790 apareció una edición recopilatoria de las obras de Jenyns, con una biografía de Charles Nalson Cole. Hay varias referencias a él en la Vida de Samuel Johnson de James Boswell.

## Comentarios sobre Jenyns
Carl L. Becker describe la opinión de Jenyns sobre la Revolución Americana en La víspera de la Revolución (1918) como sigue:

El Sr. Soame Jenyns, escritor de versos y miembro de la Junta de Comercio, que en una hora de ocio había volcado recientemente su versátil mente en la consideración de los derechos coloniales con los resultados más felices. En veintitrés páginas muy pequeñas había resuelto las "Objeciones a la tributación de nuestras colonias americanas" de una manera muy satisfactoria para él mismo y sin duda también para el lector británico medio, que entendía mejor las cuestiones constitucionales cuando se "consideraban brevemente" y cuando se exponían con humor en panfletos que podían conseguirse por seis peniques. ...El meollo de la cuestión era la proposición de que no debería haber impuestos sin representación; sobre cuyo principio sólo era necesario observar que muchos individuos en Inglaterra, como los copropietarios y arrendatarios, y muchas comunidades, como Manchester y Birmingham, eran gravados en el Parlamento sin estar representados en él. "...¿son sólo ingleses cuando solicitan protección, pero no ingleses cuando se exigen impuestos para que este país pueda protegerlos?". En cuanto a "libertad", la palabra tenía tantos significados, "habiendo sido utilizada en pocos años como sinónimo de Blasfemia, Bawdy, Traición, Libelos, Cerveza Fuerte y Cyder", que el Sr. Jenyns no podía atreverse a decir lo que significaba.

Jenyns ha sido citado como ejemplo de utilitarista anglicano.